# Hannibal Buress
Hannibal Buress (ur. 4 lutego 1983 w Chicago) – amerykański stand-uper i aktor.

## Kariera
Swoją karierę stan-uperską rozpoczął w 2002 roku. Na scenie zadebiutował jednak dopiero w 2006 roku, kiedy to wystąpił w programie The Awkward Comedy Show emitowanym na kanale Comedy Central. Kilka lat później, 27 czerwca 2010 roku wydał swój pierwszy album stand-upowy zatytułowany My Name is Hannibal.
W latach 2009–2010 zajmował się pisaniem tekstów do programu Saturday Night Live za co otrzymał nominację do nagrody Emmy. Dwa lata później wydał swój kolejny album – Animal Furnace – oraz rozpoczął współpracę z komikiem, Erikiem André, którego poznał na planie The Awkward Comedy Show, przy tworzeniu programu telewizyjnego The Eric Andre Show. W tym samym roku otrzymał również nagrodę American Comedy Award przyznawaną przez Comedy Central.
W międzyczasie Hannibal zaczął swoją karierę aktorską zaczynając od mniejszych ról w filmach takich jak Królowie lata (2013) czy Sąsiedzi (2014). Podkładał również głos różnym postaciom epizodycznym w serialach animowanych takich jak Pora na przygodę!, Bob’s Burgers, Justice League Action, czy BoJack Horseman.
W 2016 roku podkładał głos postaciom pobocznym w filmach animowanych takich jak Angry Birds i Sekretne życie zwierzaków domowych. W tym samym roku wydał także dwa nowe albumy – Comedy Camisado oraz Hannibal Takes Edinburgh.
Rok później zagrał w większych produkcjach filmowych takich jak The Disaster Artist, Spider-Man: Homecoming oraz Baywatch. Słoneczny patrol.

## Filmografia

### Filmy
| Rok  | Tytuł                                | Rola                 |
| ---- | ------------------------------------ | -------------------- |
| 2013 | Królowie lata                        | kierowca autobusu    |
| 2014 | Sąsiedzi                             | Officer Watkins      |
| 2014 | Are You Joking?                      | Kenny                |
| 2015 | Band of Robbers                      | Ben Rogers           |
| 2015 | Tata kontra tata                     | Griff                |
| 2016 | Nerdland                             | The Nerd King (głos) |
| 2016 | Sąsiedzi 2                           | Officer Watkins      |
| 2016 | Angry Birds                          | Edward (głos)        |
| 2016 | Nice Guys. Równi goście              | Bumble               |
| 2016 | Flock of Dudes                       | Pussy Pop            |
| 2016 | Sekretne życie zwierzaków domowych   | Buddy (głos)         |
| 2016 | The Comedian                         | Hannibal Buress      |
| 2017 | Kuso                                 | Kazu                 |
| 2017 | The Disaster Artist                  | Bill Meurer          |
| 2017 | Baywatch. Słoneczny patrol           | Dave                 |
| 2017 | Spider-Man: Homecoming               | trener Wilson        |
| 2018 | Strażnicy cnoty                      | Frank                |
| 2018 | Berek                                | Kevin Sable          |
| 2018 | Slice                                | Hannibal             |
| 2019 | Sekretne życie zwierzaków domowych 2 | Buddy (głos)         |
| 2019 | Spider-Man: Daleko od domu           | trener Wilson        |
| 2021 | Spider-Man: Bez drogi do domu        | trener Wilson        |

### Telewizja
| Rok          | Tytuł                             | Rola                                | Uwagi                                           |
| ------------ | --------------------------------- | ----------------------------------- | ----------------------------------------------- |
| 2009–2010    | Saturday Night Live               | Michael/pasażer samolotu            | 2 odcinki                                       |
| 2010         | Louie                             | Hannibal                            | 2 odcinki                                       |
| 2010         | Delocated                         | komik                               | odcinek Kim's Krafts                            |
| 2010-2012    | Rockefeller Plaza 30              | różne role                          | 9 odcinków                                      |
| 2012–obecnie | The Eric Andre Show               | współprowadzący                     | także jako producent i autor scenatiuszy        |
| 2013         | Świat według Mindy                | Derek                               | odcinek Bunk Bed                                |
| 2013         | Kroll Show                        | koszykarz                           | odcinek Dine & Dash                             |
| 2013         | Bob’s Burgers                     | Hefty Jeff (głos)                   | odcinek My Big Fat Greek Bob                    |
| 2013-2016    | W potrzebie                       | Hannibal Buress                     | 2 odcinki                                       |
| 2014         | Chozen                            | Crisco (głos)                       | 10 odcinków                                     |
| 2013-2015    | China, IL                         | różne role (głos)                   | 9 odcinków                                      |
| 2014-2015    | Lucas Bros Moving Co.             | mama                                | 7 odcinków                                      |
| 2015         | The Jim Gaffigan Show             | Hannibal Buress                     | odcinek Maria                                   |
| 2016         | Childrens Hospital                | Hannibal Buress                     | odcinek Kids Hospital                           |
| 2016         | Pora na przygodę!                 | Książę Ognia (głos)                 | odcinek Pięć krótkich stołów                    |
| 2017         | Na wylocie                        | Hannibal Buress                     | odcinek Barking                                 |
| 2017         | King Bachelor's Pad               | Donny McNugget                      | odcinek Rock Paper Scissors Championship Battle |
| 2017         | BoJack Horseman                   | Miles (głos)                        | odcinek The Judge                               |
| 2017         | Justice League Action             | Michael Holt/Mister Terrific (głos) | 2 odcinki                                       |
| 2017-2018    | Hannibal Buress: Handsome Rambler | Hannibal Buress                     | 8 odcinków                                      |
| 2014-2019    | Broad City                        | Lincoln Rice                        | 29 odcinków                                     |
| 2020         | Simpsonowie                       | Finch (głos)                        | odcinek The Road to Cincinnati                  |

### Gry
| Rok  | Tytuł              | Rola                   |
| ---- | ------------------ | ---------------------- |
| 2013 | Grand Theft Auto V | Hannibal Buress (głos) |
| 2016 | NBA 2K17           | Ice                    |